# Гес-Сіті (Індіана)
Гес-Сіті (англ. Gas City) — місто (англ. city) в США, в окрузі Грант штату Індіана. Населення — 6157 осіб (2020).

## Географія
Гес-Сіті розташований за координатами 40°29′23″ пн. ш. 85°35′55″ зх. д. / 40.48972° пн. ш. 85.59861° зх. д. (40.489812, -85.598506).  За даними Бюро перепису населення США в 2010 році місто мало площу 11,80 км², уся площа — суходіл.

## Демографія
Згідно з переписом 2010 року, у місті мешкало 5965 осіб у 2410 домогосподарствах у складі 1632 родин. Густота населення становила 505 осіб/км².  Було 2597 помешкань (220/км²).
Расовий склад населення:
| - 96,2 % — білих - 0,9 % — чорних або афроамериканців - 0,4 % — азіатів - 0,3 % — корінних американців |

До двох чи більше рас належало 1,7 %. Частка іспаномовних становила 2,4 % від усіх жителів.
За віковим діапазоном населення розподілялося таким чином: 24,6 % — особи молодші 18 років, 60,0 % — особи у віці 18—64 років, 15,4 % — особи у віці 65 років та старші. Медіана віку мешканця становила 39,4 року. На 100 осіб жіночої статі у місті припадало 93,0 чоловіків;  на 100 жінок у віці від 18 років та старших — 88,8 чоловіків також старших 18 років.
Середній дохід на одне домашнє господарство  становив 50 611 долар США (медіана — 41 979), а середній дохід на одну сім'ю — 55 893 долари (медіана — 44 841). Медіана доходів становила 42 005 доларів для чоловіків та 28 534 долари для жінок. За межею бідності перебувало 17,2 % осіб, у тому числі 22,6 % дітей у віці до 18 років та 4,3 % осіб у віці 65 років та старших.
Цивільне працевлаштоване населення становило 2578 осіб. Основні галузі зайнятості: освіта, охорона здоров'я та соціальна допомога — 24,0 %, роздрібна торгівля — 21,5 %, виробництво — 14,3 %, транспорт — 9,7 %.